# Dario Krešić
Dario Krešić (ur. 11 stycznia 1984 roku) – chorwacki bramkarz grający w Omonii Nikozja.

## Kariera klubowa
Dario spędził trzy sezony w Panioniosie, gdzie zagrał 56 spotkań we wszystkich rozgrywkach. W drugim sezonie przebił się do pierwszego składu i jego forma pomogła klubowi w awansie do play-offów.
W czerwcu 2009 skończył mu się kontrakt i przeszedł na zasadzie wolnego transferu do PAOK FC. 27 lipca 2012 roku, po tym jak nie udało mu się na stałe zadomowić między słupkami PAOK, poprosił o odejście z klubu. Następnego dnia został zwolniony z kontraktu. W 2012 roku podpisał kontrakt z Lokomotiwem Moskwa. W 2014 roku odszedł do 1. FSV Mainz 05, a pół roku później został zawodnikiem Bayeru 04 Leverkusen. W 2016 został piłkarzem cypryjskiego klubu Omonia Nikozja.